# Champions Tour
De Champions Tour is een door de Amerikaanse PGA Tour georganiseerde toernooiserie voor professionele golfers van 50 jaar en ouder.
In 1937 werd voor de eerste keer het Senior PGA Kampioenschap in de Verenigde Staten georganiseerd. Na de Tweede Wereldoorlog ontstond het idee om voor de senior spelers een eigen tour te maken. Het begon in 1978 met de Legends of Golf, waarbij teams van twee spelers speelden. Twee jaar later werd de Senior PGA Tour opgericht. Onder die naam bestond de Tour tot eind 2002, toen de naam werd gewijzigd in Champions Tour.
De meeste toernooien bestaan uit drie dagen en 54 holes. Er is meestal geen cut.

## Champion Tour Majors
Alleen de Senior Majors bestaan uit vier dagen. De spelers mogen tijdens het toernooi geen buggy gebruiken.
- Senior PGA Championship, opgericht in 1937, een Champions Tour Major sinds 1980;
- Senior British Open Championship, opgericht in 1987, een Champions Tour Major sinds 2003;
- US Senior Open, een Champions Tour Major sinds de start in 1980;
- The Tradition, een Champions Tour Major sinds de start in 1989;
- Senior Players Championship, een Champions Tour Major sinds de start in 1983.

## Order of Merit
De Champions Tour heeft een rangorde gebaseerd op punten. Deze heet de Charles Schwab Cup. Aan het einde van het seizoen spelen de dertig top-spelers het Charles Schwab Cup Championship.

## Schema 2010
In 2010 staan 26 evenementen op het programma. Het toernooi in Zuid-Korea is nieuw.
| Datum  | Toernooi                                           | Staat / Land           | Winnaar                 |
| ------ | -------------------------------------------------- | ---------------------- | ----------------------- |
| Jan 24 | Mitsubishi Electric Championship at Hualalai       | Hawaï                  | Tom Watson              |
| Feb 14 | The ACE Group Classic                              | Florida                | Fred Couples            |
| Feb 21 | Allianz Championship                               | Florida                | Bernhard Langer         |
| Mar 7  | Toshiba Classic                                    | Californië             | Fred Couples            |
| Mar 28 | Cap Cana Championship                              | Dominicaanse Republiek | Fred Couples            |
| Apr 18 | Outback Steakhouse Pro-Am                          | Florida                | Bernhard Langer         |
| Apr 25 | Liberty Mutual Legends of Golf                     | Georgia                | Mark O'Meara Nick Price |
| May 2  | Mississippi Gulf Resort Classic                    | Mississippi            | David Eger              |
| May 16 | Regions Charity Classic                            | Alabama                | Dan Forsman             |
| May 30 | Senior PGA Championship                            | Colorado               | Tom Lehman              |
| Jun 6  | Principal Charity Classic                          | Iowa                   | Nick Price              |
| Jun 27 | Dick's Sporting Goods Open                         | New York               | Loren Roberts           |
| Jul 4  | Montreal Championship                              | Canada                 | Larry Mize              |
| Jul 25 | Senior British Open                                | Schotland              | Bernhard Langer         |
| Aug 1  | US Senior Open                                     | Washington             | Bernhard Langer         |
| Aug 8  | 3M Championship                                    | Minnesota              | David Frost             |
| Aug 22 | JELD-WEN Tradition                                 | Oregon                 | Fred Funk               |
| Aug 29 | Boeing Classic                                     | Washington             | Bernhard Langer         |
| Sep 5  | Home Care & Hospice First Tee Open at Pebble Beach | Californië             | Ted Schulz              |
| Sep 12 | Posco E&C Songdo Championship                      | Zuid-Korea             | Russ Cochran            |
| Sep 26 | SAS Championship                                   | North Carolina         | Russ Cochran            |
| Oct 3  | Greater Hickory Classic at Rock Barn               | North Carolina         | Gary Hallberg           |
| Oct 10 | Constellation Energy Senior Players Championship   | Maryland               | Mark O'Meara            |
| Oct 24 | Administaff Small Business Classic                 | Texas                  | Fred Couples            |
| Oct 31 | AT&T Championship                                  | Texas                  | Rod Spittle             |
| Nov 7  | 21ste Charles Schwab Cup Championship              | Californië             |                         |

## Trivia
- In augustus 2014 zette Kevin Sutherland een baanrecord neer op de Champions Tour. Tijdens de tweede ronde van het Dick's Sporting Goods Open had hij 59 slagen nodig in een ronde.[1]